# Watertoren (Vught)
De Watertoren van Vught is gebouwd in 1903 naar ontwerp van H.J. van Tulder (1819 - 1903). De toren is gevestigd op het terrein van Reinier van Arkel en werd gebouwd om bij brand het psychiatrisch ziekenhuis te voorzien van bluswater. De toren vervult niet meer de functie als watertoren.
In 2005 zijn de onderhoudswerkzaamheden van de toren gestart op dit rijksmonument. Omdat de bouwvergunningen ontbraken heeft de bouw enige tijd stilgelegen.